# العلاقات البلجيكية الدومينيكانية
العلاقات البلجيكية الدومينيكانية هي العلاقات الثنائية التي تجمع بين بلجيكا وجمهورية الدومينيكان.

## مقارنة بين البلدين
هذه مقارنة عامة ومرجعية للدولتين:
| وجه المقارنة                                              | بلجيكا                                                                              | جمهورية الدومينيكان |
| --------------------------------------------------------- | ----------------------------------------------------------------------------------- | ------------------- |
| المساحة (كم2)                                             | 30.53 ألف                                                                           | 48.67 ألف           |
| عدد السكان (نسمة)                                         | 11.37 مليون                                                                         | 10.40 مليون         |
| الكثافة السكانية (ن./كم²)                                 | 372.42                                                                              | 213.68              |
| العاصمة                                                   | بروكسل                                                                              | سانتو دومينغو       |
| اللغة الرسمية                                             | اللغة الهولندية، لغة فرنسية، اللغة الألمانية                                        | اللغة الإسبانية     |
| العملة                                                    | يورو، فرنك بلجيكي                                                                   | بيزو دومنيكاني      |
| الناتج المحلي الإجمالي (بليون دولار)                      | 492.68 مليار                                                                        | 75.93 مليار         |
| الناتج المحلي الإجمالي (تعادل القوة الشرائية) بليون دولار | 514.74 مليار                                                                        | 149.89 مليار        |
| الناتج المحلي الإجمالي الاسمي للفرد دولار أمريكي          | 40.32 ألف                                                                           | 6.47 ألف            |
| الناتج المحلي الإجمالي للفرد دولار أمريكي                 | 43.44 ألف                                                                           | 13.26 ألف           |
| مؤشر التنمية البشرية                                      | 0.890                                                                               | 0.715               |
| رمز المكالمات الدولي                                      | +32                                                                                 | +1809، +1829، +1849 |
| رمز الإنترنت                                              | .be                                                                                 | .do                 |
| المنطقة الزمنية                                           | توقيت وسط أوروبا، ت ع م+01:00، ت ع م+02:00، توقيت وسط أوروبا الصيفي، أوروبا/بروكسل ‏ | 00                  |

## منظمات دولية مشتركة
يشترك البلدان في عضوية مجموعة من المنظمات الدولية، منها:
| علم المنظمة | اسم المنظمة                        | تاريخ انضمام بلجيكا | تاريخ انضمام جمهورية الدومينيكان |
| ----------- | ---------------------------------- | ------------------- | -------------------------------- |
|             | الاتحاد البريدي العالمي            | ?                   | ?                                |
|             | مؤسسة التنمية الدولية              | 2 يوليو 1964        | 16 نوفمبر 1962                   |
|             | منظمة حظر الأسلحة الكيميائية       | ?                   | ?                                |
|             | منظمة التجارة العالمية             | ?                   | ?                                |
|             | الأمم المتحدة                      | 27 ديسمبر 1945      | 24 أكتوبر 1945                   |
|             | وكالة ضمان الاستثمار متعدد الأطراف | 18 سبتمبر 1992      | 7 مارس 1997                      |
|             | منظمة الشرطة الجنائية الدولية      | ?                   | ?                                |
|             | مؤسسة التمويل الدولية              | 27 ديسمبر 1956      | 31 أكتوبر 1961                   |
|             | المنظمة الهيدروغرافية الدولية      | ?                   | ?                                |
|             | البنك الدولي للإنشاء والتعمير      | 27 ديسمبر 1945      | 18 سبتمبر 1961                   |
|             | يونسكو                             | 29 نوفمبر 1946      | 4 نوفمبر 1946                    |

## وصلات خارجية
- موقع وزارة الخارجية البلجيكية